# Bistrot des Lavandières
Le Bistrot des Lavandières est un  restaurant gastronomique situé dans le centre historique de la ville de Colmar. Fondé en 2015, celui-ci a servi de cadre à la très populaire émission Chinese Restaurant, produite et diffusée par la chaîne de télévision privée chinoise Hunan Télévision.

## Situation et description
Le Bistrot des lavandières est situé dans le bâtiment qui abritait autrefois le restaurant Roesselmann, au carrefour de la place des Six-Montagnes-Noires et la rue Saint-Jean, en plein cœur du centre historique de la ville alsacienne de Colmar (Haut-Rhin).

## Historique

### Création
Le Bistrot des Lavandières, installé dans les murs de l’ancien restaurant Roesselmann a été créé en avril 2015. La patronne Florence Di Foggia en est le « Maître Restaurateur » depuis le mois de décembre 2016.

### Célébrité médiatique
L'équipe de tournage de l'émission de télé-réalité chinoise Chinese Restaurant décide de s'installer pour sa deuxième saison dans ce restaurant de Colmar. Une délégation chinoise, accompagnée par le consul général de Chine en France, ont procédé au choix en avril 2018, alors que la ville de Colmar ne s'était pas portée candidate à l'accueil de l'émission.
Le tournage a duré trois semaines et se termine le 22 juin 2018. Cette émission est ensuite diffusée en 12 épisodes à partir du 20 juillet 2018 sur la chaîne de télévision privée chinoise Hunan Télévision.
Grâce à cette émission de télé-réalité vue par 200 millions de téléspectateurs et qui enregistre près de trois milliards de vues sur Internet, le petit restaurant gagne une véritable célébrité mondiale avec un afflux de clientèle en provenance d'Asie. En un an, les réservations de touristes chinois ont bondi de 70 % à Colmar. Selon la chargée de communication de l'office de tourisme de Colmar : « Ce tournage nous a offert dix ans de publicité gratuite dans le pays le plus peuplé du monde ».